# Max le débonnaire
Pour les articles homonymes, voir Débonnaire.
Max le débonnaire est une série télévisée française en trois épisodes de 60 minutes réalisée par Yves Allégret, Jacques Deray et Gilles Grangier, diffusé à partir du 13 novembre 1967. 
Plusieurs acteurs, notamment Bernadette Lafont, Jean Carmet, Jean Yanne, Raymond Bussières ou encore Jean Tissier, apparaissent en artistes invités.

## Épisodes
1. De quoi je me mêle
2. Un bon petit Jules
3. Le Point d'honneur

## Fiche technique
- Titre : Max le débonnaire
- Réalisateurs :
  - Yves Allégret : segment De quoi je me mèle
  - Jacques Deray : segment Le Point d'honneur
  - Gilles Grangier : segment Un Bon petit jules
- Scénariste : Albert Simonin
- Dialogues : Michel Audiard
- Musique : Georges Gavarentz
- Société de production : ORTF
- Genre : policier
- Pays de production :  France
- Langue originale : français
- Format : couleur - 1.33:1 - son : mono
- Nombre d'épisodes : 3
- Durée : 60 minutes
- Date de première diffusion : 13 novembre 1967

## Distribution
Référence pour l'ensemble de la section

### les récurrents
- Paul Frankeur : Max, le truand retiré des affaires
- Daniel Ceccaldi : Fifi
- Micheline Luccioni : Marinette

### De quoi je me mêle
- Jacques Balutin
- Rita Cadillac
- Jean-Pierre Darras
- Christian Marin
- Philippe Nicaud
- André Pousse
- Henri Virlojeux

### Un bon petit jules
- Charles Millot
- Alain Bouvette
- Philippe Castelli
- Hervé Jolly
- Bernadette Lafont
- Michel de Ré
- Barbara Sommers

### Le Point d'honneur
- Jean Yanne
- Jean Carmet
- Yves Barsacq
- Raymond Bussières
- Françoise Godde
- Isabelle Lebigot
- Pierre Massimi
- Jean Tissier